# هول هوماله
هول هوماله (به لاتین: Hulhumalé) یک منطقهٔ مسکونی در مالدیو است. هول هوماله ۳۰٬۰۰۰ نفر جمعیت دارد.